# 一念之間2
《一念之間2》是香港電台電視部與香港特別行政區政府社會福利署聯合製作的家庭實況單元劇，全劇共10集，由陳曼儀擔任監製，為《一念之間系列》第二輯，2013年5月14日起逢星期二19:00-19:30於無綫電視翡翠台播映。

## 每集主題
| 集數 | 播映日期 | 單元主題         | 主題                 | 導演   | 助理編導       | 編劇   |
| 1    | 5月14日  | 《綑綁》         | 母攜子自殺           | 李麗珊 | 張智樂         | 謝國信 |
| 2    | 5月21日  | 《十點鐘》       | 離婚夫婦履行父母責任 | 張永添 | 何梓程         | 陳志樺 |
| 3    | 5月28日  | 《姐姐的心口針》 | 照顧患有精神病的家人 | 李才良 | 蘇恩夏、蕭逸朗 | 鄭國偉 |
| 4    | 6月4日   | 《男孩娃娃》     | 男性身份認同         | 李業華 | 黃嘉禧、馬曉嵐 | 森樹   |
| 5    | 6月11日  | 《最好》         | 青少年性關係         | 廖啟智 | 何正基、蕭逸朗 | 李偉祥 |
| 6    | 6月18日  | 《不回家》       | 父母管教子女         | 高子彬 | 葉家文、蘇恩夏 | 楊燚匡 |
| 7    | 6月25日  | 《別了溫柔》     | 家庭暴力             | 劉應強 | 黃嘉禧、馬曉嵐 | 梁以花 |
| 8    | 7月2日   | 《未完的家課》   | 兒童被性侵犯         | 李麗珊 | 張智樂         | 莊梅岩 |
| 9    | 7月9日   | 《誰把玻璃吃了》 | 婆媳衝突             | 李才良 | 蘇恩夏、馬曉嵐 | 張飛帆 |
| 10   | 7月16日  | 《罪與罰》       | 網絡欺凌             | 馮家良 | 何梓程         | 陳冬青 |

## 外部連結
- 香港電台節目網站 - 一念之間2 （页面存档备份，存于）